# Фадль Табарси
Абу Али Фадль (Фазл) ибн Хасан Табарси́ (перс. ابوعلى فضل بن حسن طبرسى‎), известный как Шейх Табарси (араб. شيخ طبرسي‎ ; 1073—1153) — шиитский богослов XII века, толкователь Корана.

## Биография
Табарси родился в 1073 году (468 г. х.) в провинции Табаристан или, по мнению некоторых биографов, в городе Тафреш, который в то время назывался Табресом. До года 1128 года жил и преподавал в Мешхеде. Написал ряд книг по доктрине, теологии, этике и грамматике. Когда ему было более 60 лет он написал свой знаменитый труд, комментарий к Корану.
У него было много учеников, самыми известными являются его сын Ради ад-Дин, автор книги «Макарим аль-Ахляк», и Ибн Шахр Ашуб. Табарси был убит во время огузского вторжения в Хорасан. Местонахождение его могилы точно не известно. Предполагают, что он был захоронен в комплексе имама Резы или в Мазендеране. Храм расположен в Мазандаране, на месте битвы между войсками персидского Насер ад-Дина и бабитов в период между 10 октября 1848 и 10 мая 1849 года.

## Труды
Табарси написал много работ, но только около 20 из его книг, сохранились до наших дней. Его главный труд — «Маджма аль-баян фи тафсир аль-Куран» («Сборник разъяснения по толкованию Корана»), комментарий (тафсир) к Корану, завершённый в 1139 году. Среди других известных его трудов можно отметить «аль-Кафи аш-шафи» и «Джавами аль-джами».